# إيزيدور كوهن
إيزيدور كوهن (بالإنجليزية: Isidore Cohen)‏ هو معلم موسيقى أمريكي، ولد في 16 ديسمبر 1922 في بروكلين في الولايات المتحدة، وتوفي في 23 يونيو 2005.

## وصلات خارجية
- إيزيدور كوهن على موقع ميوزك برينز (الإنجليزية)
- إيزيدور كوهن على موقع ديسكوغز (الإنجليزية)